# Roger De Breuker
Roger De Breuker (Grobbendonk, 13 juli 1940 - Antwerpen, 26 oktober 2018) was een Belgisch wielrenner. Hij was er beroepshalve mee bezig van 1962 tot 1966.
Hij won 6 wedstrijden bij de beroepsrenners, waaronder twee etappes in de Ronde van Frankrijk van 1963. Na zijn professionele carrière werd hij nog 5 keer wereldkampioen wielrennen bij de masters.
Hij overleed op 78-jarige leeftijd in ziekenhuis Middelheim in Antwerpen en werd gecremeerd in Wijnegem.

## Zeges
1962
- 9e rit in de Vredeskoers
- Deurle
- Destelbergen
- Edegem

1963
- 6e rit in de Ronde van Frankrijk
- 20e rit in de Ronde van Frankrijk

## Resultaten in voornaamste wedstrijden
| Jaar | Ronde van Italië | Ronde van Frankrijk | Ronde van Spanje |
| ---- | ---------------- | ------------------- | ---------------- |
| 1963 |                  | 73e (2)             |                  |
| 1964 |                  |                     |                  |
| 1965 |                  |                     |                  |

| Jaar | Gent-Wevelgem | Ronde van Vlaanderen | Parijs-Roubaix | Luik-Bast.‑Luik | Dwars door Vlaanderen |
| ---- | ------------- | -------------------- | -------------- | --------------- | --------------------- |
| 1963 |               | 22e                  | 53e            | 45e             |                       |
| 1964 | 58e           |                      |                |                 |                       |
| 1965 |               |                      |                |                 | ↑                     |